# Nowy Dwór Gdański
Nowy Dwór Gdańskiⓘ (em alemão: Tiegenhof) é uma cidade localizada no norte da Polônia. Pertence à voivodia da Pomerânia, no condado de Nowy Dwór. É a sede da comuna urbano-rural de Nowy Dwór Gdański. A cidade fica às margens do rio Tuja, na parte central da planície de Żuławy Wiślane.
Entre 1975 e 1998, a cidade era administrativamente parte da voivodia de Elbląg.
Segundo os dados do Escritório Central de Estatística (GUS) de 31 de dezembro de 2024, Nowy Dwór Gdański tinha uma população de 9 435 habitantes e era a vigésima segunda maior cidade em população da voivodia da Pomerânia.

## Toponímia
Os nomes anteriores são: Nowy Dwór e em alemão: Weihershof (derivado dos pântanos circundantes) e em alemão: Tiegenhof (derivado do rio Tuja).

## História

### Até as partições da Polônia

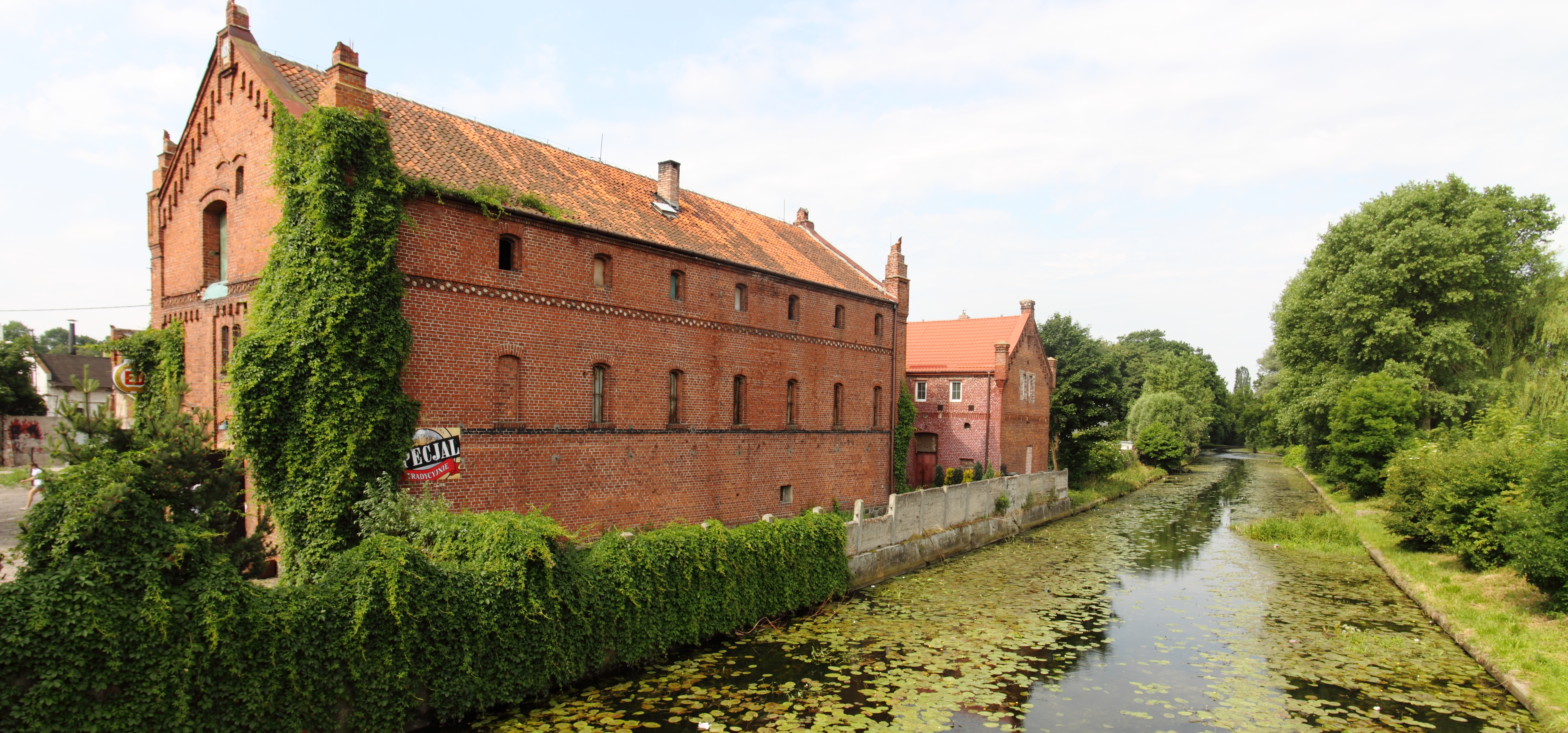
Antigo celeiro

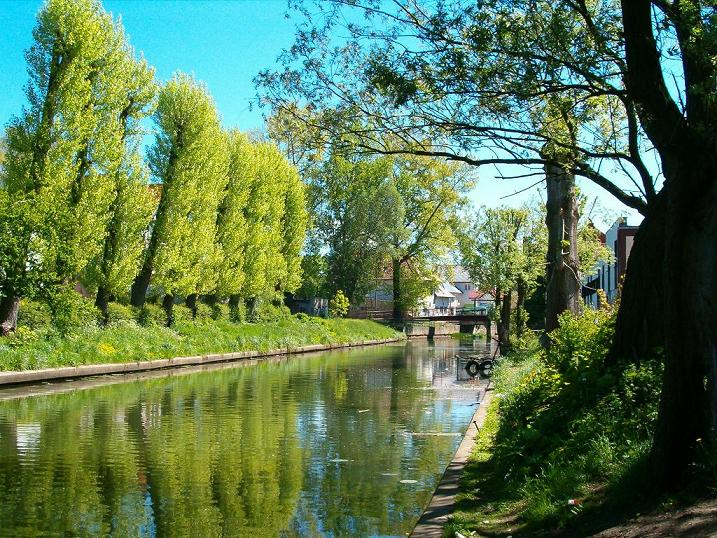
Rio Tuja fluindo através da cidade

A área da cidade posterior pertenceu ao Ducado da Pomerânia no início da Idade Média. Após a morte de Mściwój II, essas terras foram anexadas à Polônia. Nos anos de 1282 a 1466, foi governada pelo Estado Teutônico. Com a força da Paz de Toruń, a partir de 1466, Żuławy, com a Pomerânia de Gdansk, foi anexada à Coroa do Reino da Polônia como parte da Prússia Real. A Terra de Żuławy, que era uma propriedade real, foi arrendada para a família Falkenberg, graças a cujos esforços a área de arrendamento foi ampliada e, em 1515, foi estabelecida uma economia separada de Nowy Dwór, separada da de Malbork. Depois dos Falkenbergs, a propriedade foi arrendada pela família Loitz, pela família Wejher do brasão de Skarzyna, pela família Jacobsen, por Krzysztof Gembicki e, depois de 1680, passou a pertencer ao rei João III Sobieski, seguido por seus filhos Jaime e Constantino e, depois, por Maria Antonina Zamoyska. Em 1548, Michael Loitz transferiu a sede de sua família de Gdansk para Żuławy e construiu uma casa senhorial no rio Tuja, mais tarde reconstruída como um castelo. Loitz também trouxe colonos dos Países Baixos, menonitas, que contribuíram para a drenagem e o desenvolvimento da região.
Em 1660, Melchior Wejher traçou uma nova rua no lado oposto do castelo (a atual rua Wejhera), que se tornou o início de um novo assentamento com caráter artesanal. O local logo se tornou um centro de comércio e artesanato no norte de Żuławy, com dois moinhos e uma destilaria. O assentamento do castelo também se desenvolveu de forma independente e recebeu o direito de administrar seu próprio artesanato em 1645. A tranquilidade do centro foi interrompida por enchentes, que, no entanto, ele aprendeu a combater. Mais infortúnios vieram com as guerras com a Suécia no século XVII, especialmente no período da Grande Guerra do Norte, quando a guarnição sueca estacionada em Malbork (1704–1715) saqueou e oprimiu a área com inúmeras invasões. Mesmo a Guerra dos Sete Anos (1756–1763), durante a qual a República das Duas Nações era formalmente neutra, não passou ao largo de Żuławy, que foi vítima de saques pelas tropas russas e suecas.

### Partição prussiana
Como resultado da Primeira Partição da Polônia, Żuławy tornou-se parte do Reino da Prússia. O dilapidado castelo de Nowy Dwór foi entregue pelo rei Frederico II aos luteranos locais, e uma capela evangélica foi instalada em um dos quartos (1784). No entanto, esse espaço se mostrou insuficiente e, entre 1831 e 1834, uma nova igreja foi construída no porão do castelo demolido. Entre 1847 e 1851, foi construída uma igreja católica. Após as Guerras Napoleônicas (1807–1813), que foram desfavoráveis para a região, quando as tropas francesas estavam estacionadas em Żuławy, Nowy Dwór começou a se desenvolver dinamicamente, graças ao qual a Corte Real Prussiana foi transferida para cá da vizinha Nowy Staw em 1824 e, em 1859, foram concedidos os direitos de um assentamento mercantil (1859). O evento mais importante foi a concessão dos direitos de cidade pelo imperador Guilherme I em 1880. A cidade tinha cervejarias, uma fábrica de tecelagem de linho, uma fábrica de tabaco, um curtume, uma fábrica de sabão e uma fábrica de açúcar (a partir de 1881). A marca registrada da cidade, no entanto, era a famosa vodca de zimbro Stobbes Machandel, produzida pela família Stobbe desde 1776. Em 1886, a cidade ganhou uma conexão ferroviária com Szymankowo, de onde era possível viajar para Berlim e Königsberg. De grande importância foi a abertura da linha ferroviária de bitola estreita (primeira seção em 1891), que foi continuamente ampliada até a década de 1920. Com a pavimentação das ruas e a conexão dos prédios às redes de água e eletricidade, a cidade se tornou um centro limpo e moderno.

### Cidade Livre de Gdansk e Segunda Guerra Mundial
Após a Primeira Guerra Mundial, como resultado do Tratado de Versalhes, em 10 de janeiro de 1920, Nowy Dwór foi incorporada à Cidade Livre de Gdansk e tornou-se a capital do distrito de Żuławy Wielkie. Um posto alfandegário polonês que controlava uma seção da fronteira com a Prússia Oriental foi aberto na cidade. Havia também uma ferrovia ao alcance da administração polonesa.
Em 1935, um albergue da juventude foi inaugurado na cidade, construído segundo o modelo das casas com arcadas de Żuławy.
Em 1 de setembro de 1939, Nowy Dwór foi incorporada à Alemanha Nazista, e os funcionários da alfândega polonesa foram presos. Durante a Segunda Guerra Mundial, a vida era aparentemente normal, mas os transportes para o campo de concentração de Stutthof (Sztutowo; placa memorial na estação ferroviária de bitola estreita) partiam da estação da ferrovia de Nowy Dwór. Além disso, os prisioneiros eram usados para trabalhar na ferrovia (Außenkommando Kleinbahn Tiegenhof), bem como na fábrica de tijolos e na cervejaria.

### Pós-guerra
Em 11 de março de 1945, a cidade foi ocupada pelas tropas soviéticas do 48.º Exército da Segunda Frente Bielorrussa e entregue à Polônia (fazia parte da voivodia da Pomerânia). Como resultado da guerra e da inundação de Żuławy pelas tropas alemãs em retirada, Nowy Dwór sofreu enormes perdas. Os habitantes nativos tiveram que deixar Żuławy, sendo gradualmente substituídos por colonos poloneses de várias partes da Polônia. A cidade saqueada, inicialmente isolada do mundo, privada de água e eletricidade, renasceu. Em 1948, a operação de drenagem foi concluída. Em 1950, foi inaugurada a primeira Casa da Cultura da Polônia. Entre 1954 e 1975, Nowy Dwór Gdański foi a capital de condado. Uma reforma administrativa em 1999 tornou a cidade a capital de condado novamente.

## Desenvolvimento territorial
Se considerarmos o início de Nowy Dwór Gdański como a chegada da família Loitz e a construção de sua residência (casa senhorial, mais tarde reconstruída em um castelo) em 1548 no local do atual pátio da escola, perto da passarela de madeira (lado esquerdo do rio, área chamada Schloßgrund), esse lugar pode ser chamado de núcleo da cidade atual. A mansão Loitz já esteve localizada em uma ilha, e os colonos construíram suas casas perto dela. Em 1660, o coronel Ernest Wejher planejou a nova Marktstraße (atual rua Wejher). Convém mencionar que a atual rua Wejhera era um assentamento comercial e artesanal separado e de desenvolvimento independente.
Em 1772, Tiegenhof tinha 1096 habitantes. As seis ruas e assentamentos a seguir também foram registrados naquele ano:
- Vorhofstraße (Sikorski)[6]
- Langgarten[7]
- Hinterhofstraße[8]
- Neugarten[9]
- Roßgarten (Kopernika)[10]
- Ziegelhof (Praça da Liberdade)[11]

Todas as ruas eram orientadas para a Marktstraße, o centro industrial da cidade.
Dessa forma, o anel leste do rio Tuja foi desenvolvido.
Em primeiro de abril de 1881, Tiegenhof se tornou uma cidade de pleno direito e, depois de 1918, começou a se desenvolver na área entre o rio e os trilhos da ferrovia, com a criação de ruas:
- Stobbe Straße (Dąbrowskiego) — nomeada em homenagem ao fabricante do famoso Stobbes Machandel,
- Badowskistraße (Kościuszki) — em homenagem ao Sr. Badowski, que doou uma quantia considerável de dinheiro para a cidade.

Até o início da Segunda Guerra Mundial, muitas cidades antes separadas (elas não têm nomes poloneses) foram incluídas nos limites de Nowy Dwór Gdański.
Hoje, a maioria dos residentes de Nowy Dwór Gdański não sabe que a rua Wałowa foi, no passado, um assentamento independente de Siebenhuben com sua própria mansão. E o vilarejo de Petershagenfeld é hoje designado por rua Kochanowski. No sul da cidade, parte do vilarejo de Rückenau (Rychnowy) foi incorporada. A interseção das ruas Morska, Portowa e Kanalowa era o centro do grande vilarejo de Platenhof, que tinha um campo de tiro (hoje são lojas de gastronomia e roupas) e um porto na foz do canal navegável que ligava o rio Tuja e o rio Linava (o chamado Canal da Várzea do Vístula, em alemão: Weichsel-Haff-Kanal; hoje a rua Kanałowa está localizada aqui). Esse canal foi construído em meados do século XIX devido ao alagamento do rio Szkarpawa. Ele conectava a eclusa de Rotebude (Stróża) via Linawa e Müllerlandkanal com o Tuja e deixou de existir em 1895 após a construção do cruzamento do rio Vístula.

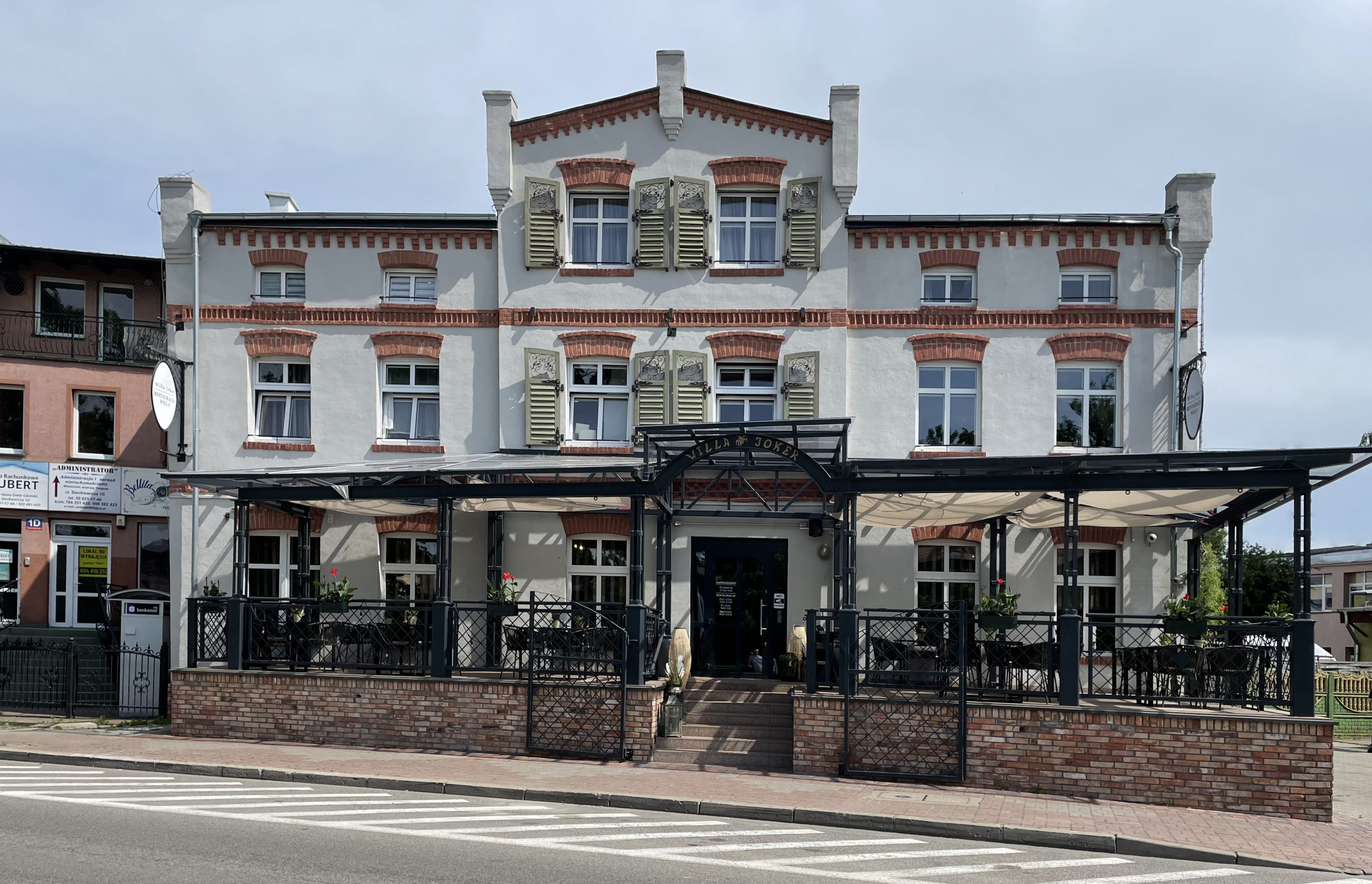
Restaurante/hotel na rua Sienkiewicza
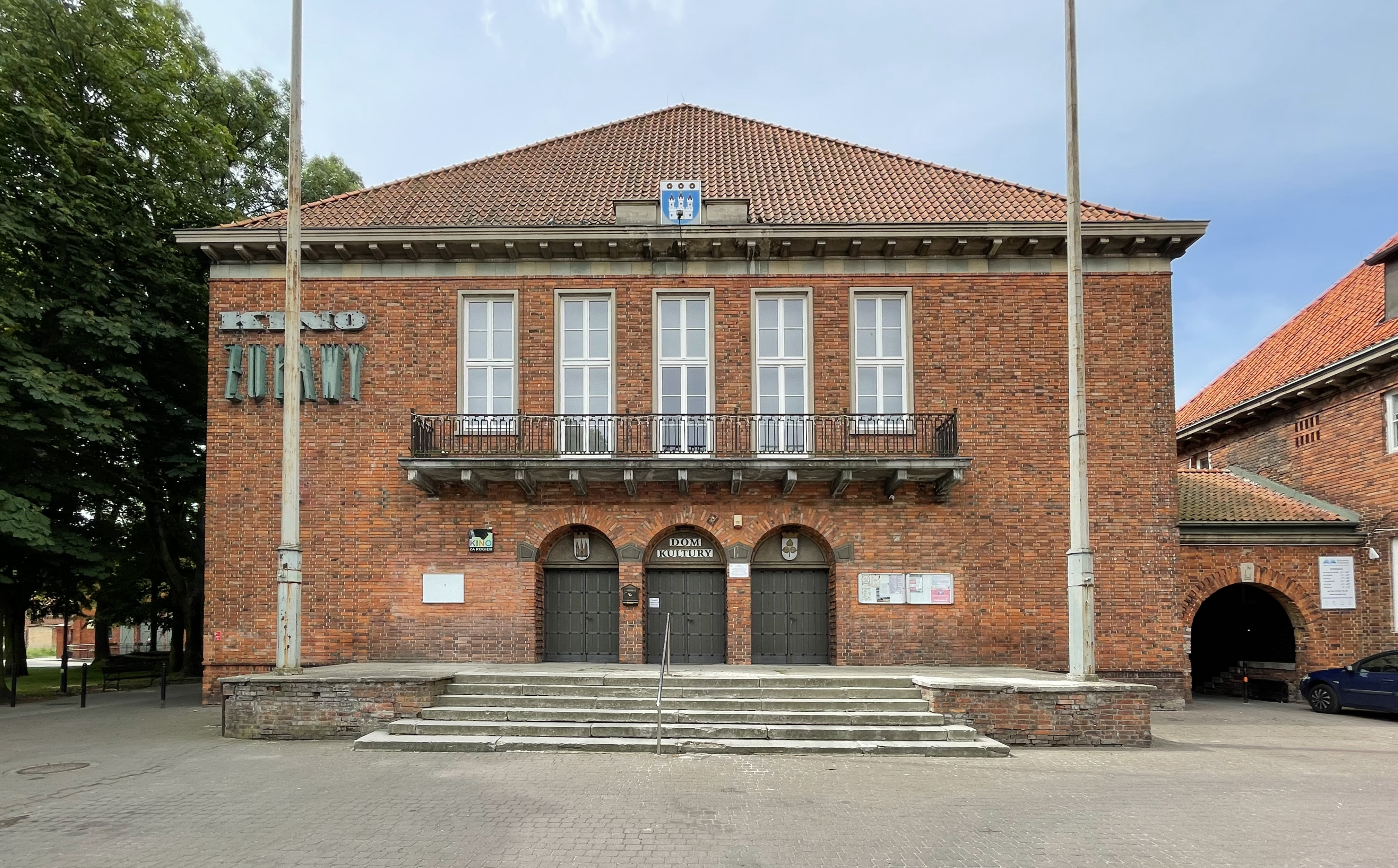
Prédio da administração (1935), atualmente Casa da Cultura
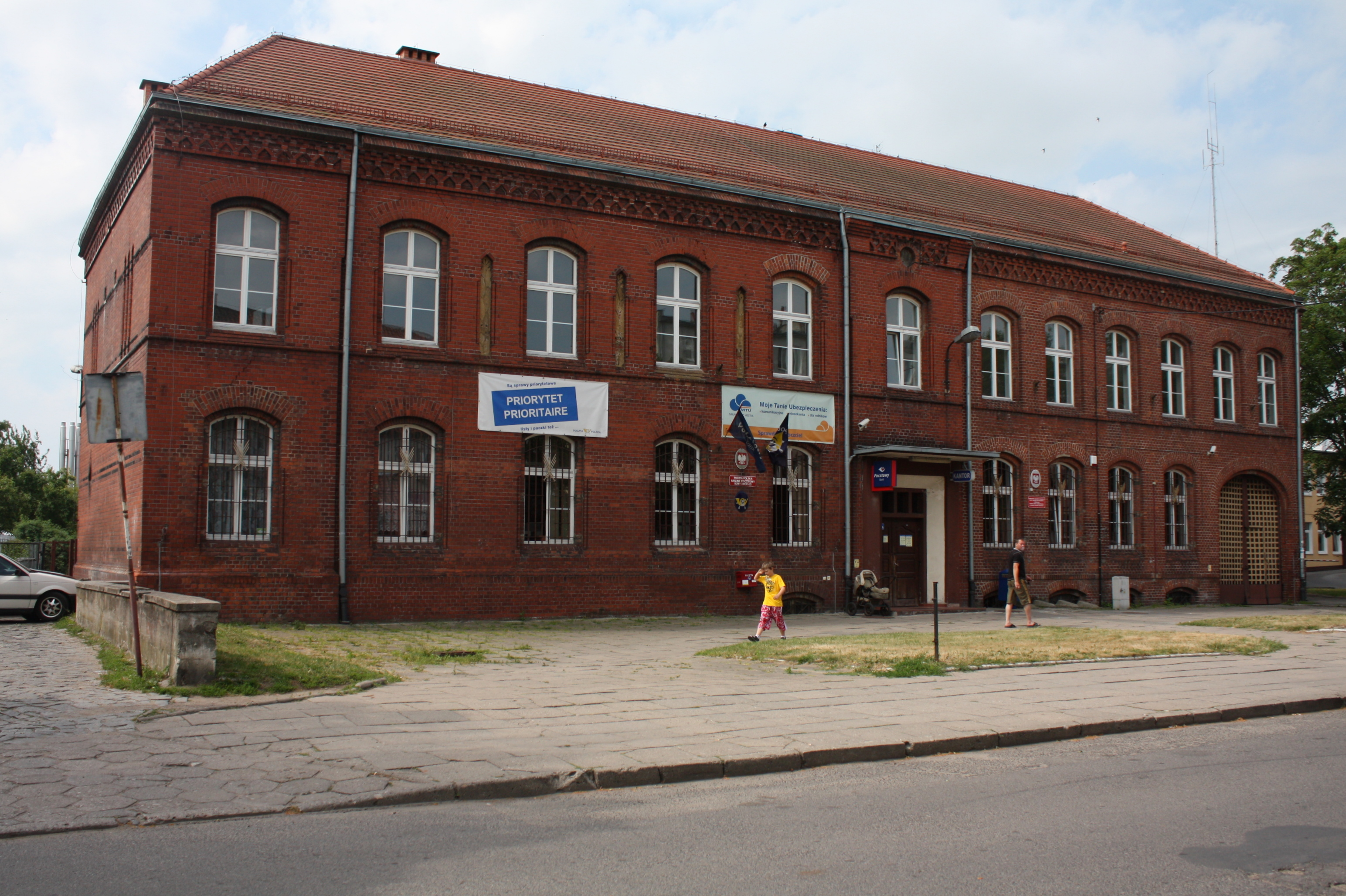
Correios
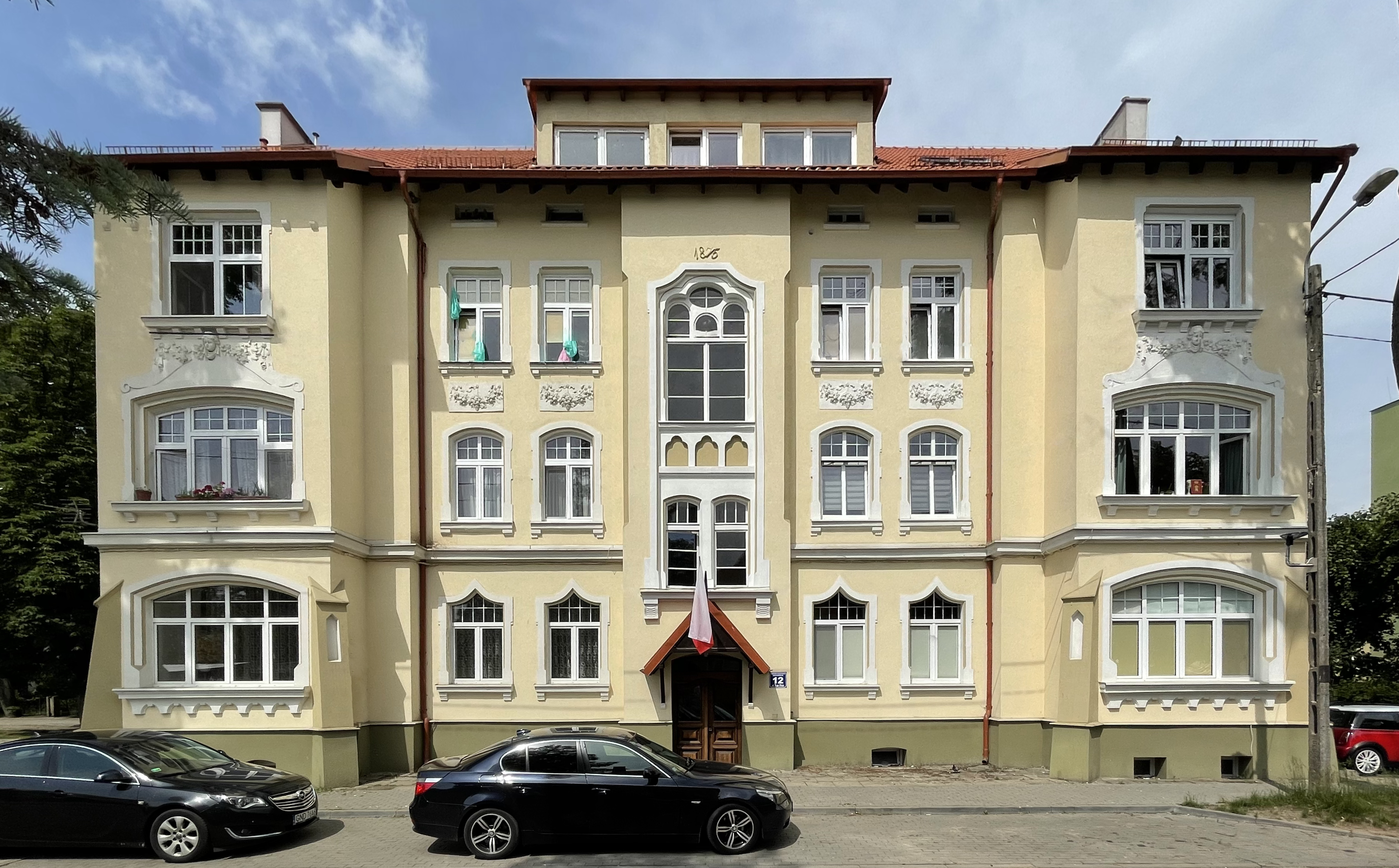
Casa do século XIX
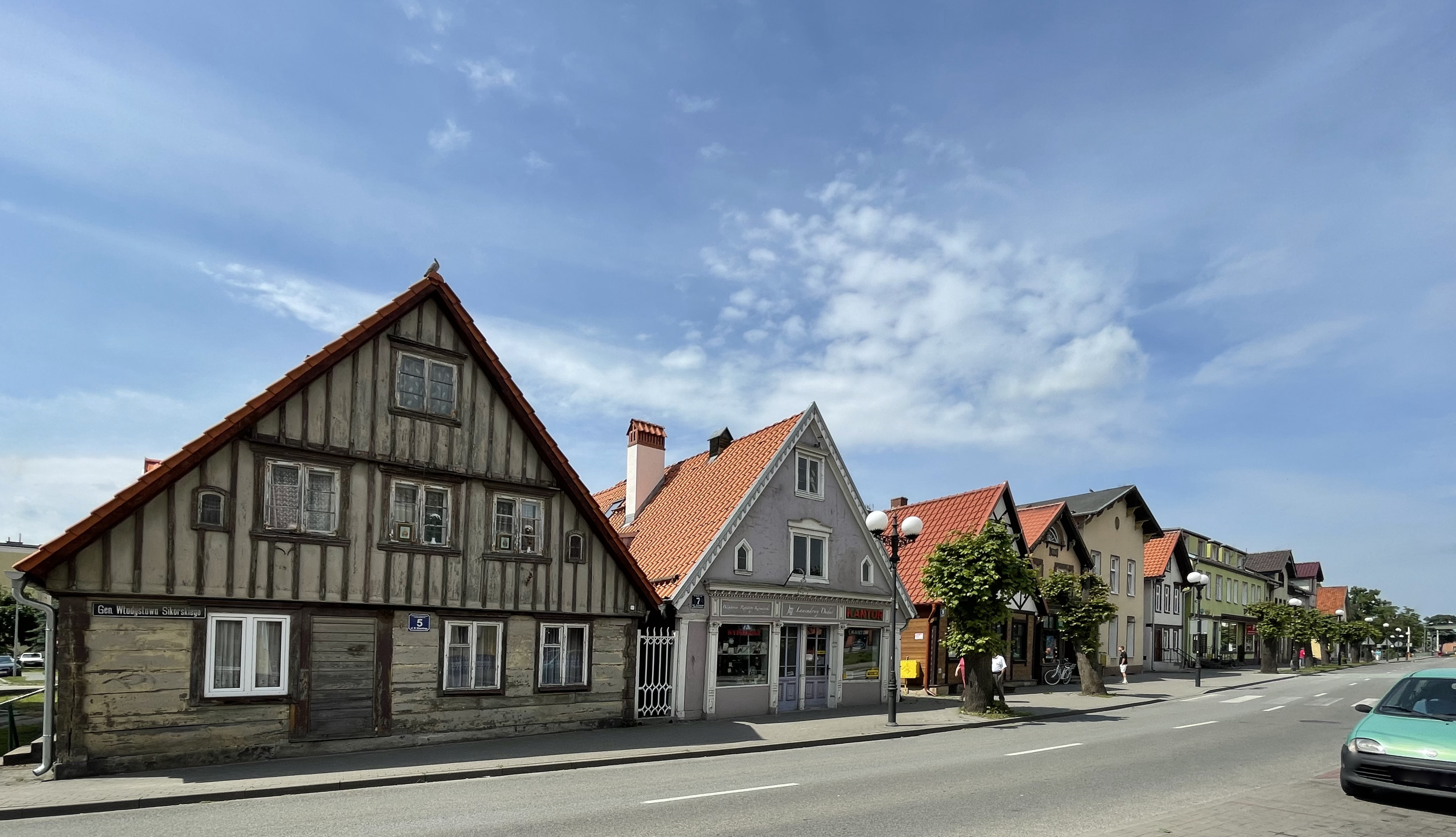
Rua Sikorski
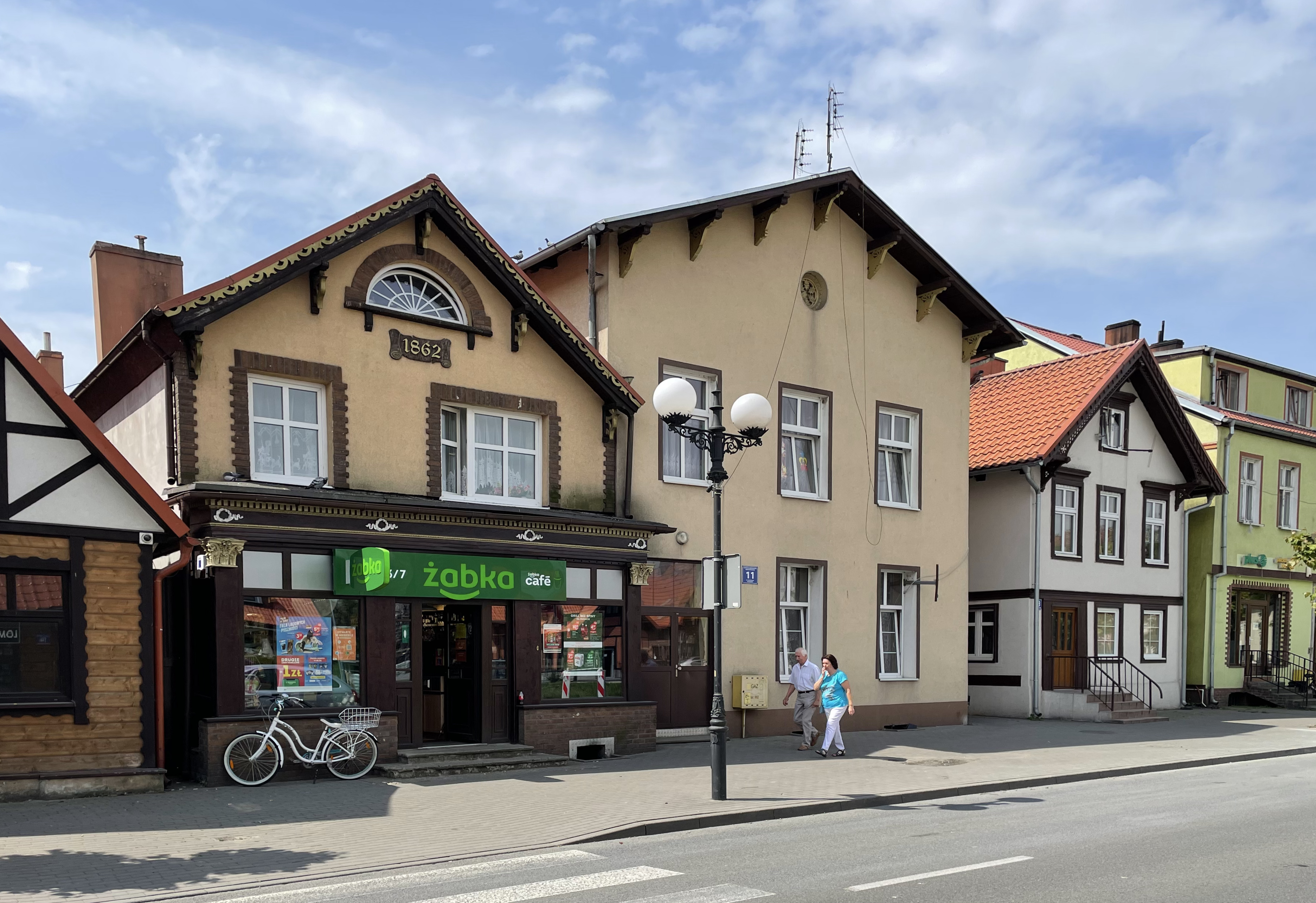
Rua Sikorski
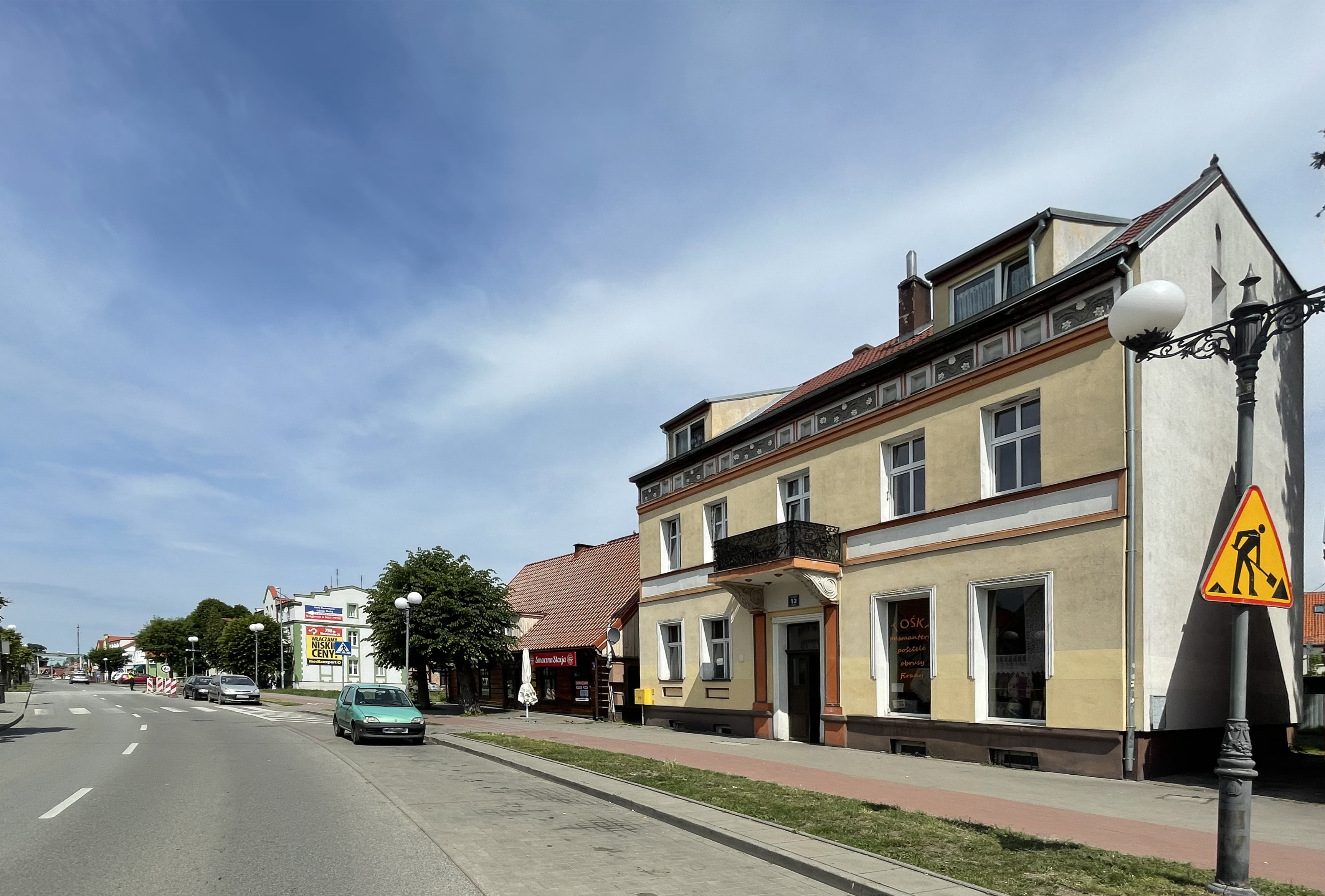
Rua Sikorski
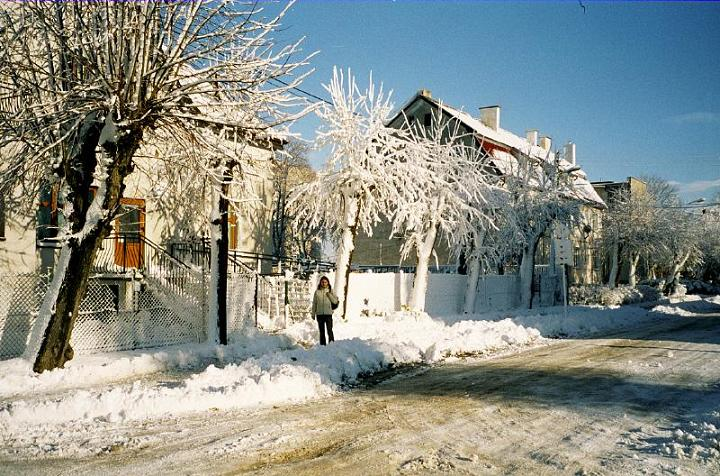
Rua Dworcowa

## Demografia
Conforme os dados do Escritório Central de Estatística da Polônia (GUS) de 31 de dezembro de 2024, Nowy Dwór Gdański é uma cidade pequena com uma população de 9 435 habitantes (22.º lugar na voivodia da Pomerânia e 403.º na Polônia), tem uma área de 5,1 km² (36.º lugar na voivodia da Pomerânia e 862.º lugar na Polônia) e uma densidade populacional de 1 861 hab./km² (8.º lugar na voivodia da Pomerânia e 61.º lugar na Polônia). Entre 2002–2024, o número de habitantes diminuiu 5,6%.
Os habitantes de Nowy Dwór Gdański constituem cerca de 28,15% da população do condado de Nowy Dwór, constituindo 0,40% da população da voivodia da Pomerânia.
| Descrição                         | Total      | Total   | Mulheres   | Mulheres | Homens     | Homens  |
| --------------------------------- | ---------- | ------- | ---------- | -------- | ---------- | ------- |
| unidade                           | habitantes | %       | habitantes | %        | habitantes | %       |
| população                         | 9 435      | 100     | 4 909      | 52,0     | 4 526      | 48,0    |
| área                              | 5,1 km²    | 5,1 km² | 5,1 km²    | 5,1 km²  | 5,1 km²    | 5,1 km² |
| densidade populacional (hab./km²) | 1 861      | 1 861   | 967,7      | 967,7    | 893,3      | 893,3   |

Gráfico da população da cidade nos últimos três séculos

¹Patrz przypis.
²Patrz przypis.

## Monumentos históricos

Monumentos selecionados
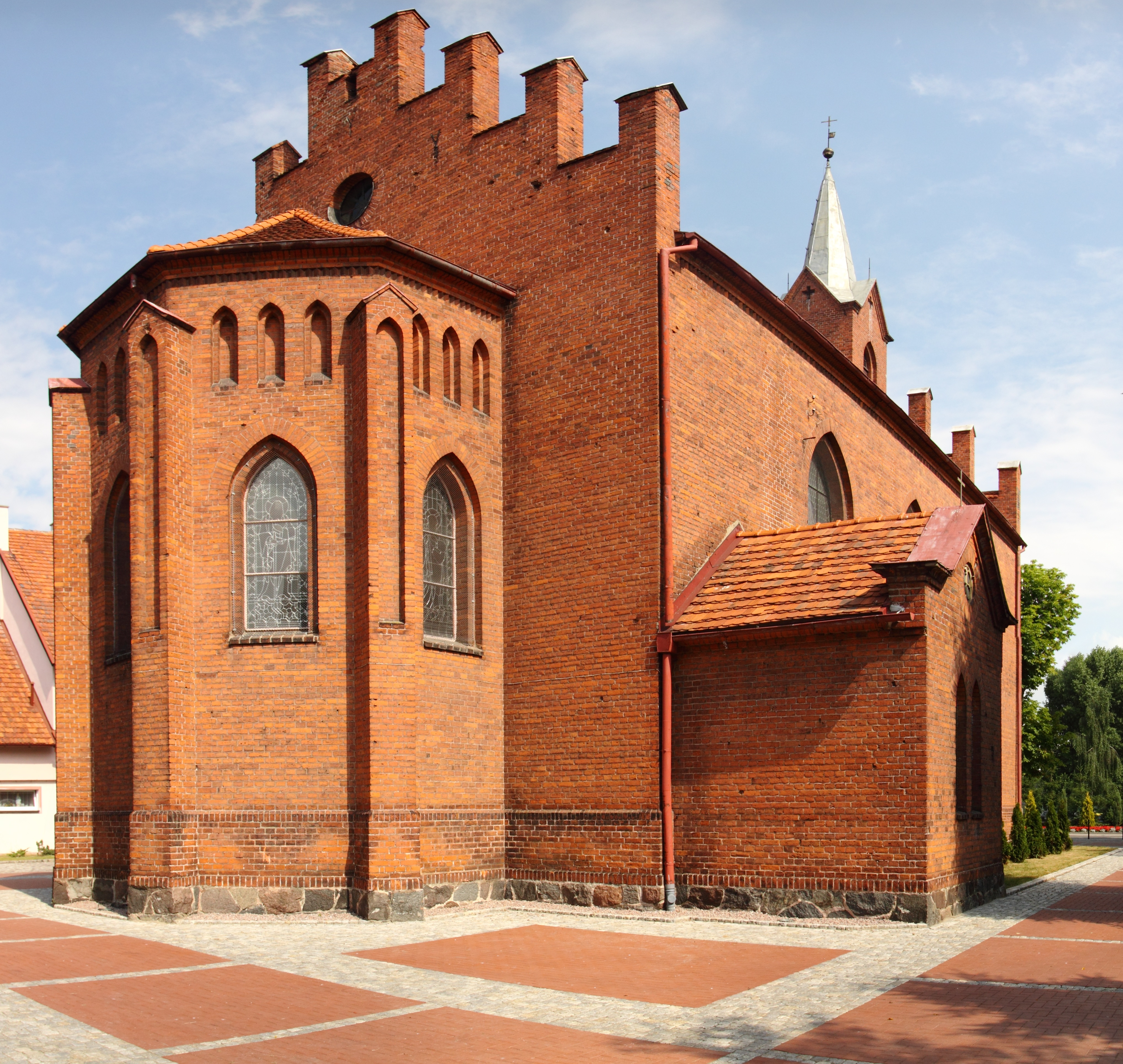
Igreja da Transfiguração
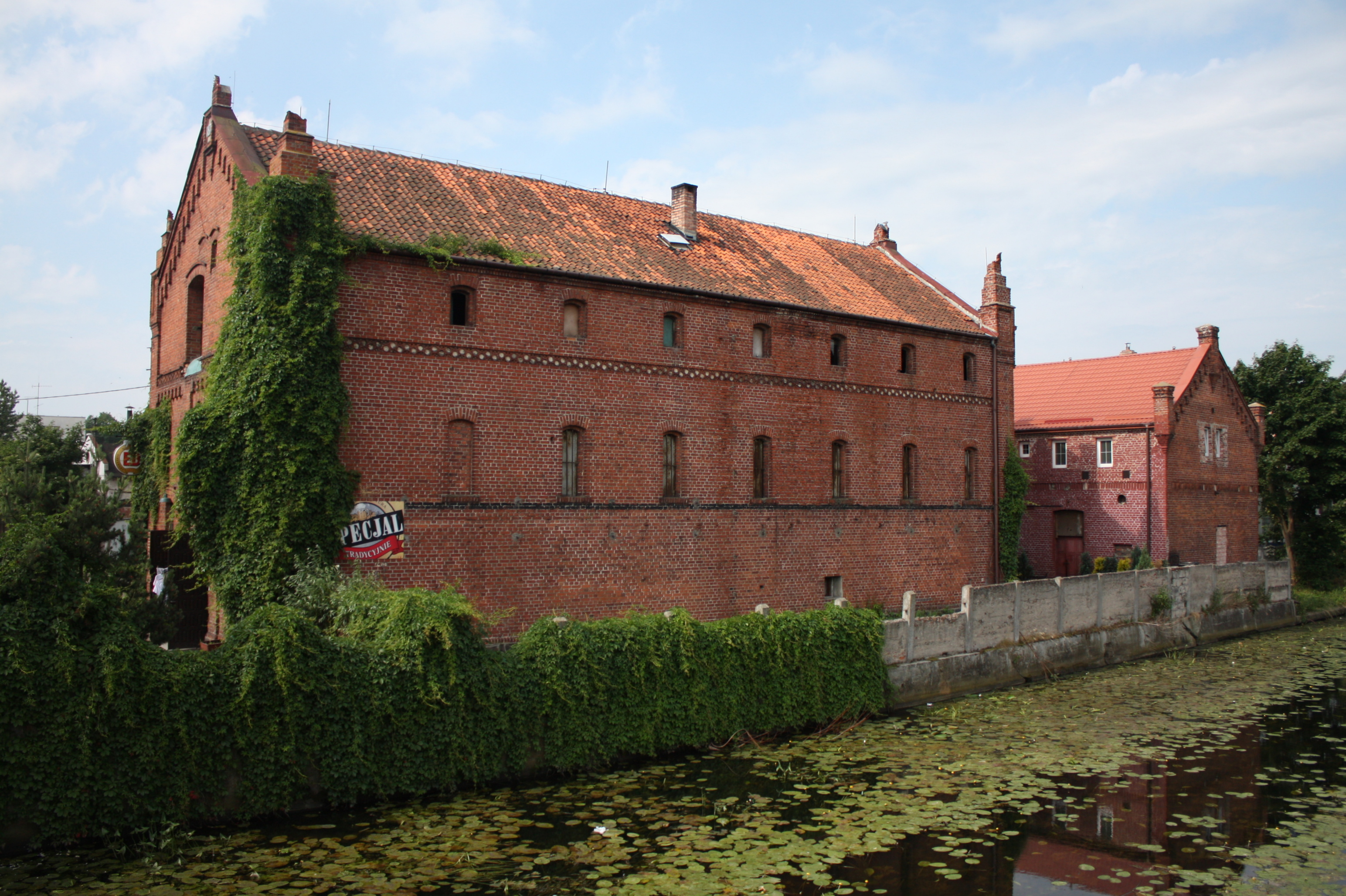
Antiga cervejaria
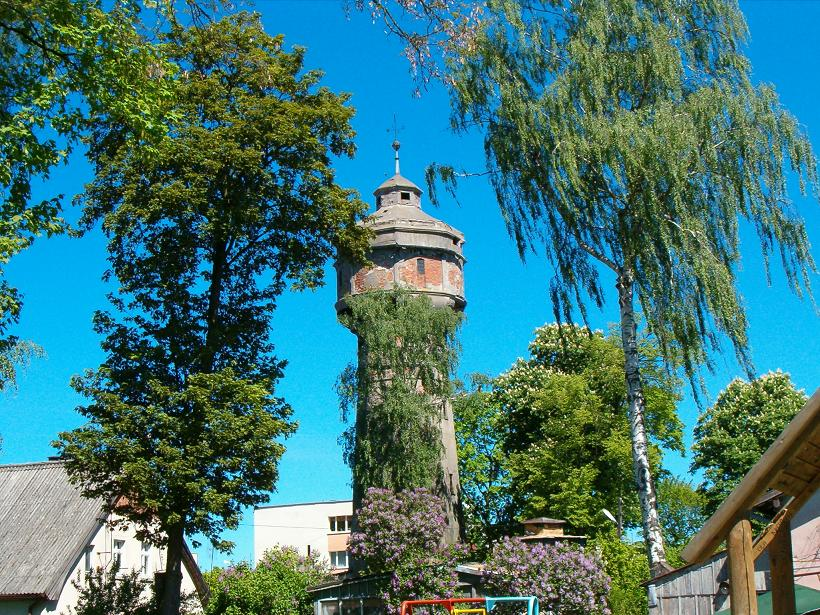
Torre de água
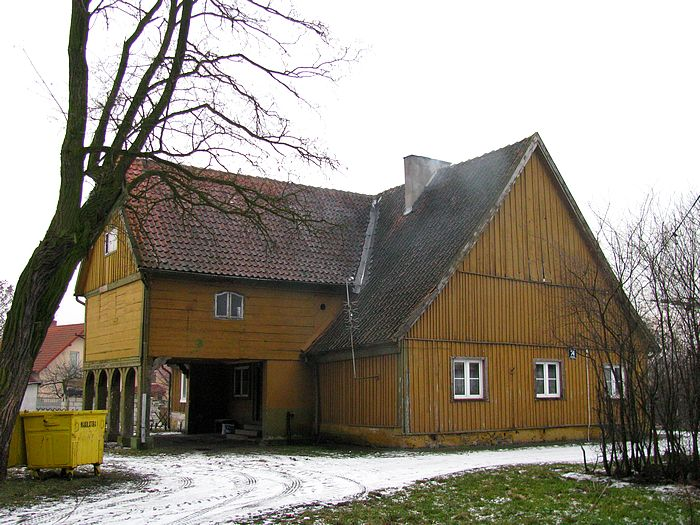
Casa com arcadas do século XVIII/XIX
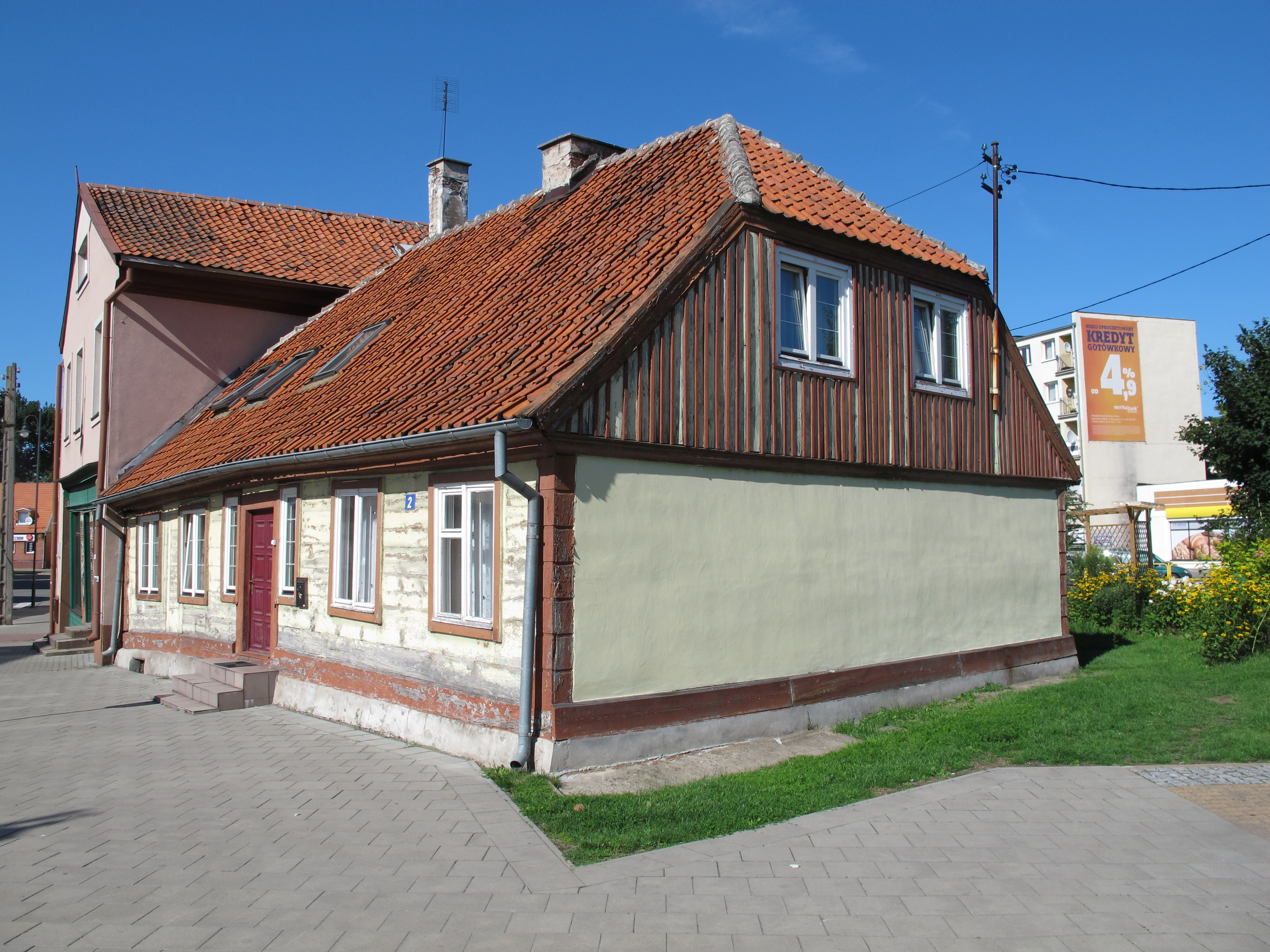
Casa do século XIX
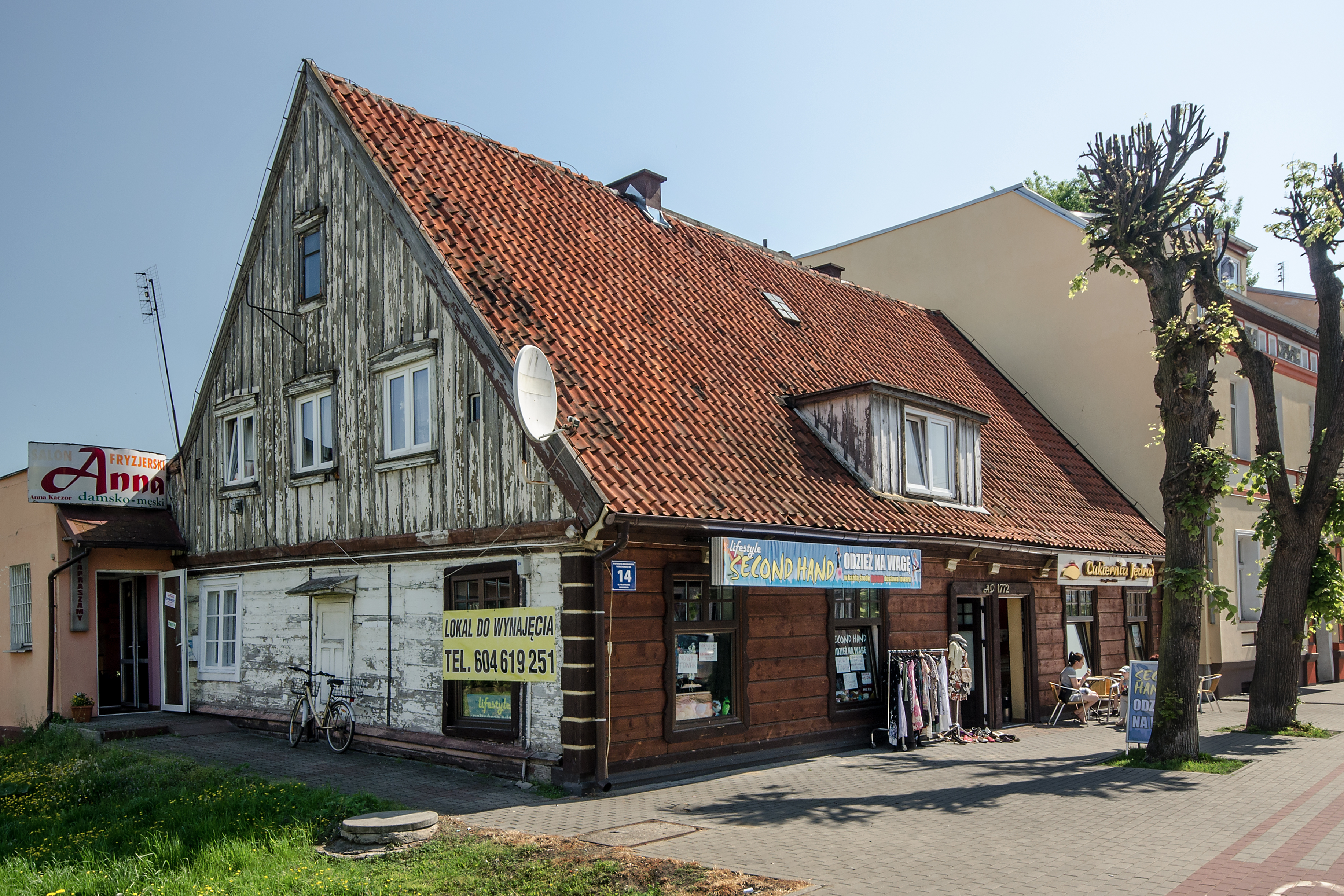
Casa do século XIX

- Igreja católica neogótica da Transfiguração de Nosso Senhor, de 1851
- Celeiro no rio Tuja, de 1878
- A casa da antiga paróquia evangélica (rua B. Chrobry, 6), ao lado da qual ficava a igreja evangélica, agora extinta, sobre as fundações do antigo castelo Loitz do século XVI
- Edifícios de um andar (século XIX) com suas empenas voltadas para a rua, característicos da região, por exemplo, na rua Sikorski
- Antigo complexo de cervejarias do século XIX
- Torre de água de 1909 — um dos primeiros edifícios da Europa com estrutura de concreto armado
- Ponte levadiça de 1936 com uma estrutura de aço e concreto.
- Casa da Cultura de Żuławy — construída entre 1935 e 1937 como um complexo cultural e de entretenimento (Volksgemeinschaftshaus), incluindo uma sala de cinema e teatro, um restaurante e um salão de banquetes; em 1945, uma parte do telhado foi danificado por uma bomba, mas os danos sofridos pelas instalações foram muito maiores, sendo grande parte delas saqueada ou devastada. Listado como um edifício tombado desde 1998.

O Parque Histórico Żuławy, do qual o Museu Żuławy faz parte, tem sua sede na rua Kopernika, 17.

## Transportes

### Transporte rodoviário
Duas estradas importantes passam ao longo dos limites da cidade:
- Estrada nacional n.º 7, que liga Gdansk a Cracóvia via Varsóvia, atualmente em processo de reconstrução na via expressa S7 (seção Koszwały — Kazimierzowo). Esse padrão já foi alcançado pelo desvio da cidade durante a modernização anterior da “estrada nacional 7”, com o entroncamento de Nowy Dwór Gdański,
- Estrada voivodal n.º 502, que liga Nowy Dwór Gdański a Stegna, constituindo um dos dois acessos ao cordão do Vístula.

### Transporte ferroviário

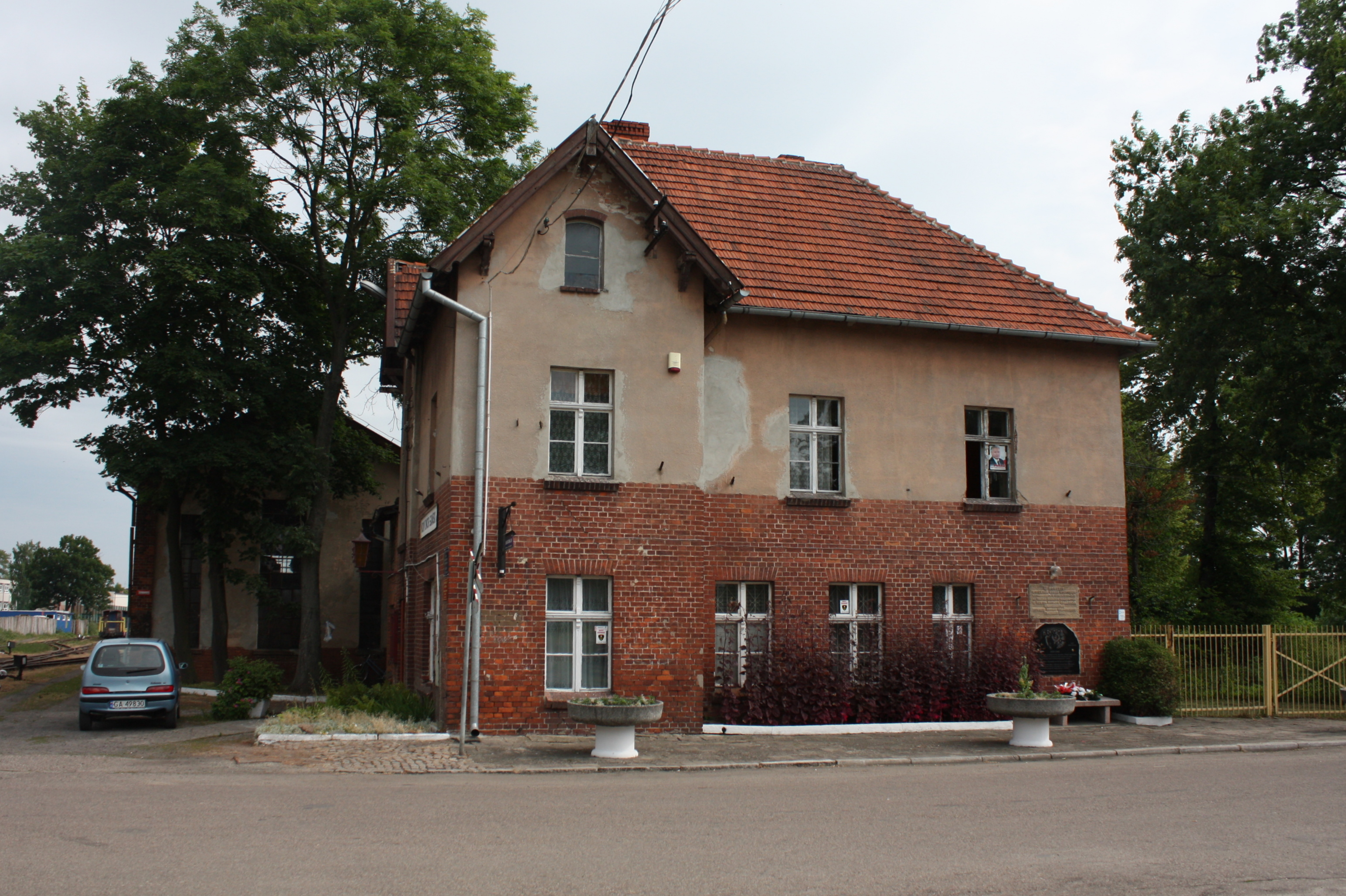
Estação ferroviária de bitola estreita

A cidade fica na rota da Ferroviária de bitola estreita de Żuławy, cujo depósito de locomotivas está localizado em Nowy Dwór Gdański. Na temporada de verão, a ferrovia percorre a rota Nowy Dwór Gdański — Stegna Gdańska e, mais adiante, de Stegna para Sztutowo e Mikoszewo.
A cidade também é acessada pela linha ferroviária n.º 256 de Szymankowo, perto de Malbork, na qual até 2014 havia tráfego de carga e passageiros sazonais, operando a partir da temporada de verão em 2010, quando a Arriva PCC, com a PTMKŻ (operadora da ŻKD), lançou o “Trem de férias para o mar” e o “Trem de férias para o castelo” na rota: Grudziądz — Kwidzyn — Malbork — Nowy Staw — Nowy Dwór Gdański, Nowy Dwór Gdański Wąskotorowy — Stegna Gdańska. Em Nowy Dwór Gdański, houve uma mudança dos ônibus da Arriva que circulam em trilhos com bitola de 1435 mm para ônibus da ŻKD que circulam em trilhos com bitola de 750 mm.

### Transporte aéreo
A aproximadamente 16 km ao norte da cidade está a pista de pouso privada e multiuso de Stegna.

## Comunidades religiosas

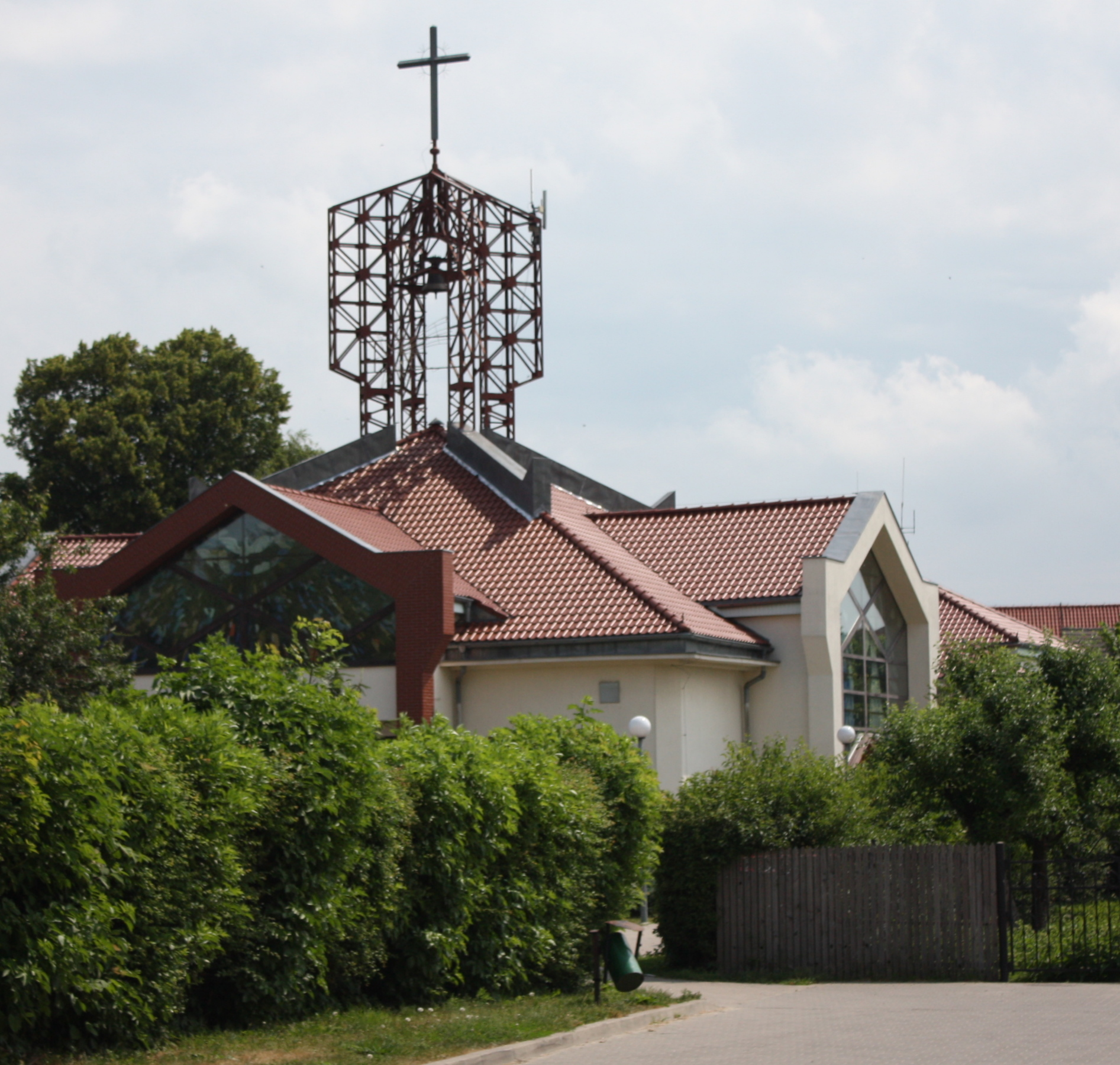
Igreja do Imaculado Coração de Maria

A maioria dos habitantes de Nowy Dwór Gdański é formada por fiéis da Igreja Católica. As seguintes igrejas e associações religiosas estão envolvidas em atividades religiosas na cidade:
- Igreja Católica de Rito Latino:
  - Paróquia do Imaculado Coração de Maria[17]
  - Paróquia da Transfiguração do Senhor[18]
- Testemunhas de Jeová
  - Igreja em Nowy Dwór Gdański-Sul
  - Igreja em Nowy Dwór Gdański-Norte (Salão do Reino, rua Chrobrego, 5)
- Igreja Batista na Polônia:
  - Posto avançado em Nowy Dwór Gdański
- Igreja Pentecostal:
  - Igreja em Nowy Dwór Gdański